# クライフターン
クライフターン（Cruijff Turn、オランダの外ではしばしばCruyff Turnというつづりが使われる。IJを参照）は、ヨハン・クライフが完成させたドリブル技術であり、彼の名を冠している。
クライフターンを行うには、パスあるいはクロスを上げると見せかけて、ボールを蹴る代わりに足のインサイドでボールを軸足の後ろを通して、体を90度回転させ、戸惑った守備の選手を置き去りにして加速する。1974 FIFAワールドカップでクライフが見せたこのフェイントは有名であり、オランダとスウェーデンとの試合において初めて披露された後、すぐに世界中のサッカー選手によって模倣された。クライフターンは現代の試合でもかなり一般的に用いられるドリブルフェイントである。